# Eric Wennerholm
Eric Göran Malcolm Wennerholm, född 17 maj 1903 i Stockholm, död 20 september 1984 i Stockholm, var en svensk advokat och författare.

## Biografi
Wennerholm var son till överste Malcolm Westerholm och makan Elsa, född Broman. Han avlade juristexamen 1929 och tjänstgjorde därefter några år på ting innan han 1934 fick anställning på advokatbyrå. Sedan 1930 var han Sven Hedins advokat. Han hade redan tidigare ett personligt band till Hedin i egenskap av systerson till Hedins ungdomskärlek och senare älskarinna Maria "Mille" Broman. Efter Hedins död 1952 blev Wennerholm sekreterare i Sven Hedins stiftelse och skrev 1978 den första heltäckande biografin över Hedin. 
Eric Wennerholm var VD för Måås-Fjetterström AB 1945–1970 och fortsatte sedan som styrelseordförande. Han var verkställande ledamot i Carl Malmsten AB 1948–1966 och VD för Anders Sandrews Stiftelse från 1957. Han var också verkställande direktör för Sandrews Film & teater AB 1964–1969 samt styrelseordförande där 1954–1962 och 1969. Mellan 1942 och 1959 var han aktiv som teaterrecensent vid Upsala Nya Tidning.
Under sina senare år författade Wennerholm flera biografier över kända svenskar, med vilka han var personligt bekant och ofta umgicks med på sin gård i Överenhörna socken. 
Eric Wennerholm gifte sig år 1930 med konstnären Yvonne Tengbom, dotter till Ivar Tengbom och Hjördis Nordin-Tengbom. Makarna Wennerholm är begravda på Överenhörna kyrkogård.

## Verk
- Pappa Sandrew, 1964
- Carl Malmsten hel och hållen, 1969
- Flit och flärd: minnen, 1971
- Vännen Ville, ingår i Vilhelm Moberg - en vänbok, 1973
- Olle Olsson och hans Hagalund, 1973
- Anders de Wahl - människan bakom maskerna, 1974
- Anders Sandrews stiftelse 1957-1977, 1978
- Sven Hedin: en biografi, 1978
- Jag Kulle (skriven med Jarl Kulle), 1979
- Prins Eugen - människan och konstnären, 1982
- Ernst-Hugo, inte lik någon annan (skriven med Ernst-Hugo Järegård), 1983